# 아조 화합물

노란 아조 화합물

아조 화합물(azo compound)은 기능성 그룹 R-N=N-R'을 지닌 화합물이다. 여기서 R 과 R' 은 각각 아릴 또는 알킬이다. N=N 그룹은 아조 그룹이라 불리지만 HNNH는 디이미드라 불린다. 더욱 안정된 변종은 두가지 아릴 그룹을 포함한다. 아조라는 이름은 질소라는 프랑스어 아조테에서 나왔다.
아릴 아조 화합물은 생생한 색상을 지녔다. 특히 붉은 색, 오랜지 색과 황색 등이 있다. 그래서 아릴 아조 화합물은 염료로 쓰인다.
아조 염료 CD-R은 색깔이 어두운 청색으로 그들의 생성은 미쓰비시 화학에 의해 특허화되었다. 아조 염료는 화학적으로 안정되어 있고 아조 CD-R 수십 년 간의 수명이 평가된다. 아조는 UV에 가장 저항력있는 염료이다. 태양광에 직접 노출시 3~4주면 열화된다.